# André Reboullet
André Reboullet, né le 22 novembre 1916 à Joyeuse (Ardèche) et mort le 31 janvier 2010 à Paris, est un romaniste, philologue et pédagogue français.

## Biographie
André Jean Reboullet est né le 22 novembre 1916 à Joyeuse dans l'Ardèche.
Agrégé ès lettres, ayant été en poste comme professeur en Bretagne et chef d’établissement au Chili, il est considéré comme l’un de ceux qui ont contribué à l’émergence du français langue étrangère (FLE) comme champ disciplinaire autonome, il a notamment exercé, au sein du Bureau d'enseignement de la langue et de la civilisation françaises à l'étranger (BELC), rattaché au Centre international d'études pédagogiques (CIEP) à compter de 1965, les fonctions de rédacteur en chef de la revue le français dans le monde de 1961 à 1981. Il est l’auteur de la Méthode Orange de français langue étrangère pour adolescents, publiée par Hachette à la fin des années 1970 et pendant les années 1980.
Il a contribué à la fondation de la Fédération internationale des professeurs de français et à celle de l’Association française des enseignants de français. Il fut le directeur de la collection F Le français dans le monde / BELC, publiée conjointement par Hachette et Larousse en marge de la revue.
Il est aussi un des fondateurs en 1987 de la Société internationale d'histoire du français langue étrangère et seconde (SIHFLES), notamment avec des universitaires étrangers comme Elisabet Hammar, Carla Pellandra, Herbert Christ (de), Konrad Schröder, Willem Frijhoff, venus de Suède, d’Italie, d’Allemagne, des Pays-Bas et des Français comme Jean-Claude Chevalier, Paul Gerbod, Daniel Coste, Roland Desné, Gisèle Kahn, Claude Oliviéri, Louis Porcher.
C'est sous l'impulsion d'André Reboullet que s'est développé le lycée Antoine-de-Saint-Exupéry de Santiago. Alors proviseur de l’établissement, il a eu une action décisive pour qu’un terrain de 4,2 hectares soit acquis dans la périphérie de Santiago. En quelques années, ce lycée a permis de scolariser un nombre important d’élèves français et chiliens. Le quartier de Vitacura s’est alors développé autour de l’établissement créant ainsi l’un des lieux les plus connus et recherchés de Santiago. Le lycée « Antoine-de-Saint-Exupéry » plus connu au Chili sous le nom d’« Alianza Francesa » accueille  plus de 2 300 élèves et développe actuellement un nouveau site qui doit à terme accueillir 1 500 élèves. André Reboullet est donc à la genèse de cette communauté éducative qui sera forte de 3 500 élèves et qui permet de véhiculer la culture française.
Il meurt le 31 janvier 2010, à l'âge de 93 ans, dans le 14e arrondissement de Paris.